# História digital
A história digital é uma das formas possíveis para abordar e analisar a historiografia, considerada como uma abordagem para examinar e representar o passado, utilizando as novas tecnologias de comunicação computadorizadas, a rede da Internet e os sistemas de software.
O historiador que trabalha online, isto é, utilizando como ferramenta básica, um computador com acesso à internet e é capaz de usar computadores para fazer história de formas impossíveis sem o uso de tal equipamento. 
A História Digital tem como base os recursos que o mundo digital oferece, como o hipertexto, os bancos de dados e as redes sociais, que possibilitam criar e compartilhar o conhecimento histórico. Visto que é considerada mais que simplesmente escanear artigos acadêmicos e colocá-los online ou publicar anotações de um curso na web. É uma revolução na profissão histórica, mudando a maneira em que a história é feita em todos os níveis de estudo e ensino, através das bibliotecas e bases de dados. 
Se configura como uma nova tipologia documental para a pesquisa histórica, a partir da qual os historiadores tomam como fontes vídeos, fotos, textos, documentos, discursos e comentários presentes no espaço virtual, no qual é necessário refletir também sobre a digitalização das fontes e os impactos das ferramentas digitais no trabalho do historiador. A incorporação de documentos digitais na historiografia representa uma ampliação ainda maior no estatuto de fonte histórica. 
Mas a História Digital também tem suas desvantagens, citadas como: a falta de qualidade de alguns materiais disponíveis na Internet, a volatilidade dos documentos, a necessidade de atualização técnica constante por parte do pesquisador, a possibilidade de cobrança para o acesso às fontes e a necessidade de avaliação da autenticidade de tal documentação.
Assim, complementa outras formas de historiografia, das quais absorve o rigor metodológico necessário para o exercício da compreensão de determinados acontecimentos na história, utilizando-se das modernas tecnologias de informação e da web.
Ao fazer história, definir, consultar e refletir acerca de algumas questões, tem-se que a história digital é um espaço aberto de produção e comunicação acadêmica, abrangendo o desenvolvimento de novos materiais didáticos e dados acadêmicos. A virtualização dos conceitos historiográficos provocou significativas transformações no meio.

## O ofício do historiador e o uso da internet
O historiador que realiza uma pesquisa valendo-se da internet como um dos canais para chegar aos documentos e usando a mesma para posteriormente divulgar e compartilhar os resultados e fontes de referência de sua pesquisa já está, mesmo que inconscientemente, lançando mão da História Digital. Toda a produção historiográfica que foi afetada através da web, seja na sua fase de produção ou na de promoção, está já marcada pela força do digital. Discute-se muito atualmente quais seriam as efetivas questões relevantes que a Era Digital traz para o ofício do historiador. Os historiadores do século XXI não podem ser omissos neste debate, eles não podem deixar de se colocar questões a respeito de como as novas mídias sociais e as tecnologias da informação e comunicação estão afetando o aprendizado e o ensino da disciplina nas diferentes instituições. No Brasil, porém, a discussão a respeito deste tema ainda está bem reduzida, o que explica também o número reduzidos de fontes no nosso idioma.
Além do trabalho profícuo do historiador, é necessário salientar, que no último ano, com a pandemia mundial do Coronavírus, foi necessário ressignificar as pesquisas, no qual a maioria dos pesquisadores precisou ficar em isolamento, não sendo possível a pesquisa física, intensificando o uso de fontes digitais, tratando o ofício de historiador e seu papel social, aumentando as potencialidades da história digital. 
Torna-se necessária a reflexão sobre as transformações que a sociedade vem sofrendo nos últimos 30 anos, sobretudo nos últimos 20, depois da invenção do World Wide Web. O historiador francês Roger Chartier, especialista em história da leitura, por exemplo, atenta para o futuro dos livros na era da informação. O mercado editorial e os diferentes jornais e revistas também já se preocupam em se adequar ao novo estilo de vida das pessoas, basta que atentemos para o número de informativos online, revistas que disponibilizam também conteúdo extra, espaços que permitem a interatividade do leitor, maior liberdade para dispor de outras mídias para complementar notícias (som, imagem e videos), que acabam por transformar a relação do leitor com a informação. Até mesmo as tradicionais telenovelas, que costumam atingir uma enorme público nas televisões brasileiras já estão acompanhando as mudanças, algumas emissoras possibilitam que capítulos possam ser revistos online, pedem a opinião dos telespectadores sobre a história e modificam também esta relação público e personagens, antes tão distante. Existem também as webséries, espécie de seriados televisivos produzidos e reproduzidos exclusivamente na web.

## Os primeiros passos da disciplina
A assim dita História Digital, entretanto, não possui ainda um léxico técnico sedimentado, o que dificulta ainda mais a aceitação dela por parte de historiadores de gerações anteriores à nossa, uma vez que o debate acerca do tema, não havendo ainda uma nomenclatura bem definida, parece ainda frágil e incipiente. Apesar disto, em muitos países o estudo da informática aplicada às ciências humanas é já bastante difundido e nos Estados Unidos e na Inglaterra, por exemplo, já vem sendo estudada a Digital History - terminologia corrente utilizada em inglês - de forma sistemática e organizada. A universidade norte-americana George Mason, na Virgínia, por exemplo, possui um centro voltado somente para o estudo sobre a história e novas mídias, o Center for History and New Media, que além de ser referência no tema pela elaboração de ferramentas e desenvolvimento de projetos, oferece uma vasta bibliografia a respeito, a começar pelo volume considerado indispensável como texto base e introdutório sobre História Digital "Digital history: A Guide to Gathering, Preserving, and Presenting the Past on the Web", de Daniel J. Cohen e Roy Rosenzweig. Também é possível encontrar em língua italiana um volume que reúne textos de 04 diferentes autores sobre o tema, que é o "Storiografia Digitale", curado por Dario Ragazzini que contém texto dele mesmo e de Serge Noiret, Monica Gallai, Luigi Tomasini e Stefano Vitali, no qual discutem as novas problemáticas dos estudos históricos diante da revolução informática.

## Documento digital
Mas afinal de contas, o que é um documento digital? Para os arquivistas, o documento é o registro de uma informação, independente da natureza que a contém.
Trata-se por documento, toda representação material destinada a reproduzir determinada manifestação de pensamento. 